# Fort Shelby Hotel
El Fort Shelby es un hotel histórico ubicado en el Downtown de Detroit, Míchigan. Tiene 22 pisos y figura en el Registro Nacional de Lugares Históricos desde 1983.

## Historia
En 1917, un grupo de inversores intentó construir un hotel económico cerca de Fort Street Union Depot. Contrataron a Schmidt, Garden & Martin de Chicago para diseñar el hotel de 10 pisos y 450 habitaciones que abrió ese año como el Fort Shelby Hotel como homenaje al histórico Fort Shelby, situado algunas cuadras más al sur. El hotel tuvo tanto éxito que en 1926 iniciaron la primera de las dos expansiones planificadas de 450 habitaciones, la adición diseñada por Albert Kahn de 27 pisos se inauguró en 1927. Sin embargo, la Gran Depresión detuvo los planes para la segunda adición. En 1951, Albert Pick Hotels Company compró la propiedad y la renombró The Pick-Fort Shelby.
Se encargó un mural original de Louis Grell de Chicago para el lobby del hotel durante los años de Albert Pick. A fines de la década de 1960 y principios de la década de 1970, más empresas optaron por alojamientos suburbanos más nuevos y el Pick-Fort Shelby tuvo problemas con la baja ocupación. 
Pick cerró el hotel en 1973 y vendió el edificio a tres inversores que lo reabrieron como The Shelby Hotel, un complejo hotelero / de apartamentos para j̟óvenes en 1974, pero duró poco y cerró nuevamente. Hasta que se mudó en 1993, el único inquilino fue el Anchor Bar, que era muy popular entre los trabajadores del cercano Detroit News Complex.
La preparación preliminar para los trabajos de renovación comenzó en junio de 2006. Consistió en evaluaciones estructurales, remoción de asbesto y pruebas ambientales. MCP & Associates, una empresa de inversión y desarrollo inmobiliario, comenzó a trabajar en este hotel en la primavera de 2007. En una conferencia de prensa el 26 de junio de 2007, la firma de arquitectos de Ann Arbor Hobbs + Black Associates Inc. anunció que supervisaría las renovaciones del hotel. propiedad. Las renovaciones fueron dirigidas por L.S., con sede en Detroit. Brinker, con el primer piso Bar & Grill completado por Mccarthy & Smith Inc., con sede en Farmington Hills
El hotel reabrió sus puertas como el DoubleTree Guest Suites by Hilton Detroit Downtown - Fort Shelby el 15 de diciembre de 2008. El hotel restaurado contiene 203 suites para huéspedes, 56 apartamentos en los pisos superiores, un centro de conferencias de 2000 m² con dos salones de baile y 17 salas de reuniones.